# Luca Ferricchio
Luca Ferricchio (sinh ngày 7 tháng 4 năm 1983) là một cầu thủ bóng đá người Thụy Sĩ-Ý thi đấu cho FC Schötz. Anh từng thi đấu cho SC YF Juventus và SC Cham.